# Ludwig Biermann
Pour les articles homonymes, voir Biermann.
Ludwig Franz Benedict Biermann, né le 13 mars 1907 à Hamm et mort le 12 janvier 1986 à Munich, est un astronome allemand.

## Biographie
Il travaille sur les modèles de transport de l'énergie dans une étoile. Parallèlement à Thomas George Cowling, il considère leurs stabilités dynamiques. Un de ces modèles suggère que les novas peuvent être la conséquence d'une instabilité causée par un changement périodique de température dans les couches externes d'étoiles principalement composées d'éléments lourds.
Biermann étudie aussi les queues de comètes et montre que les queues de type I ne sont pas dues à la pression de radiation du Soleil mais à l'interaction de la queue et de particules émises par le Soleil, connues de nos jours sous le nom de vent solaire. Il contribue aussi à la physique des plasmas, plus spécialement à l'étude de la chromosphère et la couronne solaire
Il gagne la médaille Bruce en 1967 et la médaille d'or de la Royal Astronomical Society en 1974. L'astéroïde (73640) Biermann porte son nom.